# Llyn Alwen
Llyn Alwen is een natuurlijk meer in Conwy, Wales. Het meer ligt in het heidegebied ten noordwesten van Mwdwl-eithin en ongeveer tien kilometer ten oosten van Betws y Coed. De uitstroom van het meer gaat onder de A543 door richting het Alwen Reservoir.